# Haubica okrętowa

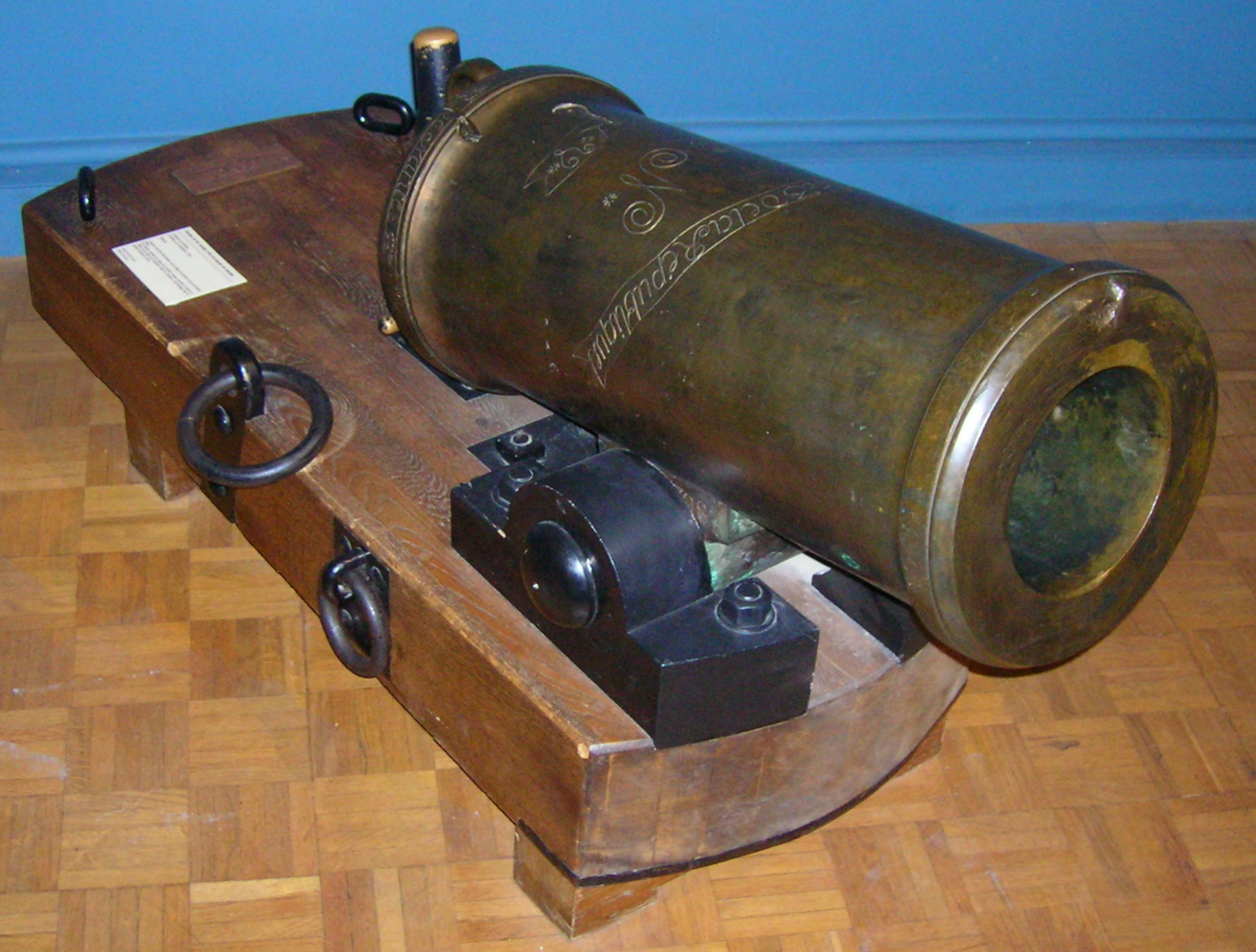
Egzemplarz haubicy z 1787 r. (zbiory Musée nationale de la Marine)

Haubica okrętowa (fr. obusier de vaisseau) – francuskie 36-funtowe działo artylerii okrętowej o dużym kalibrze, lecz lekkie i o niewielkiej (85 cm) długości, użytkowane na francuskich okrętach wojennych w epoce żagli. 
Pierwsze działa tego typu wyprodukowano w roku 1787, a użytkowano je do 1805. Do obsługi wymagały pięciu ludzi. Haubice te zaprojektowano do wystrzeliwania pocisków eksplodujących z niewielką prędkością początkową. Miały być odpowiedzią na brytyjskie karonady w walce na bliską odległość, szczególnie skuteczną dla rażenia siły żywej nieprzyjaciela. Ich amunicja miała jednak tendencję do samozapłonu i okazała się zbyt niebezpieczna dla załóg. W rezultacie francuska marynarka wojenna wycofała je w pierwszych miesiącach I Cesarstwa, przezbrajając się zdecydowanie na karonady.